# ベールで遊ぶ聖母子
『ベールで遊ぶ聖母子』（ベールであそぶせいぼし、英: Madonna and Child Playing with the Veil）、または『聖母子』（せいぼし、蘭: Maria met kind）は、初期フランドル派の画家ヤン・ホッサールト (マブーセ) が1520-1530年ごろ制作した絵画である。板上に油彩で描かれた礼拝用の絵画で、聖母マリアの青い外套と衣服には当時高価であったウルトラマリンの顔料が使われている。作品は、1939年にデン・ハーグにあるマウリッツハイス美術館に購入された。
ヤン・ホッサールトは、イタリアのルネサンス様式を北ネーデルラントに導入した最初の画家の1人である。この様式は、聖母マリアの顔と身体、布地の形状の造形に特徴づけられる。本作は、ホッサールトの作品中、最も多く複製が制作されたものである。20点以上の複製が知られているが、それらは (特定化されていない) 原画の制作年から10年以内に描かれている。表されているのは聖母マリアと、両腕を頭上に上げ、マリアのベールで遊んでいる幼子イエス・キリストである。複製の多くは、マックス・ヤコプ・フリードレンダーにより記録されている。

## 作品
知られている複製の大半は、原画をきわめて忠実に模倣しているが、前景と背景に異なる事物を含んでいる。それらはおそらく、特定の教会、または芸術庇護者のために制作されたのであろうが、そのような情報はたいてい失われている。 オランダ美術史研究所によると、スペインのパレンシア大聖堂には1点の複製が所蔵されている。キリストがベールで遊ぶ、この自然なポーズは非常に人気あるものとなったようで、同時代のパウウェルス・クック・ファン・アールスト (Pauwels Coeke van Aelst) (ピーテル・クック・ファン・アールストの腹違いの、私生児であった弟) により知られている2点の複製が制作された。
この礼拝用の主題は、ベールのない、変装した肖像を含むほかのホッサールトの礼拝用聖母子像 (あるいは、ロンドン・ナショナル・ギャラリーにある、やはり1520年の制作になる聖母子像) と混同してはならない。そうした作品の1例は、ブルゴーニュのアドルフの妻、アナ・ファン・ベルヘン (Anna van Bergen) と特定されているが、その作品は何度も複製されている。
別の類似したホッサールトのベールのない聖母子像も変装した肖像であり、その作品『ジャン・カロンドゥレとその妻の二連祭壇画』 (Dyptich of Jean Carondelet and his Wife) はジャン・カロンドゥレのために制作された。この作品は現在、パリのルーヴル美術館にあるが、かつてはブザンソン大聖堂に所蔵されていた。カレル・ファン・マンデルの1604年の記述によれば、ホッサールトの多くの聖母子像がオランダのミデルブルフにあった。

## ホッサールトに帰属される複製

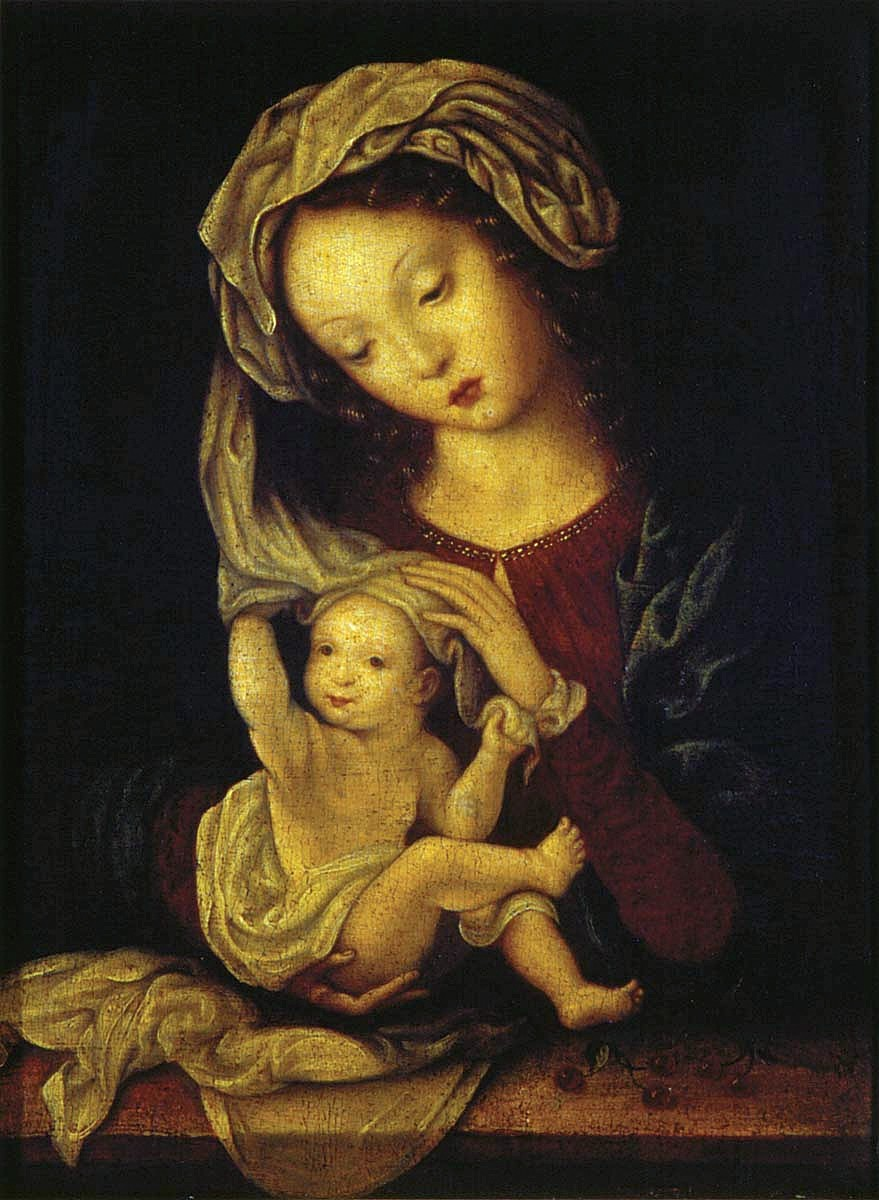
ブラジルにある複製
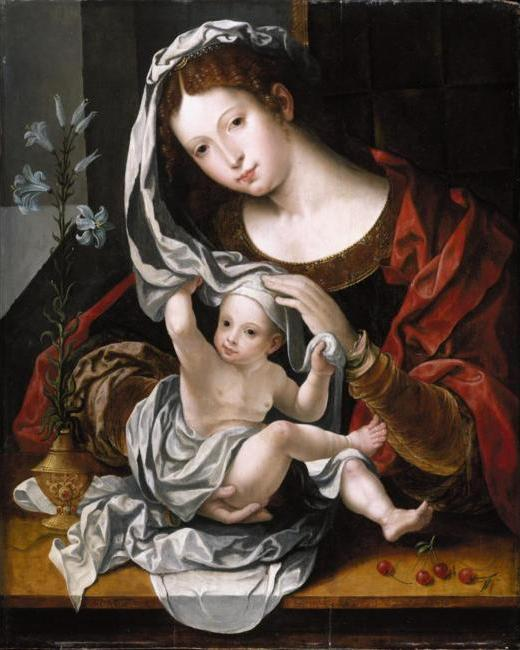
白ユリとサクランボのある複製
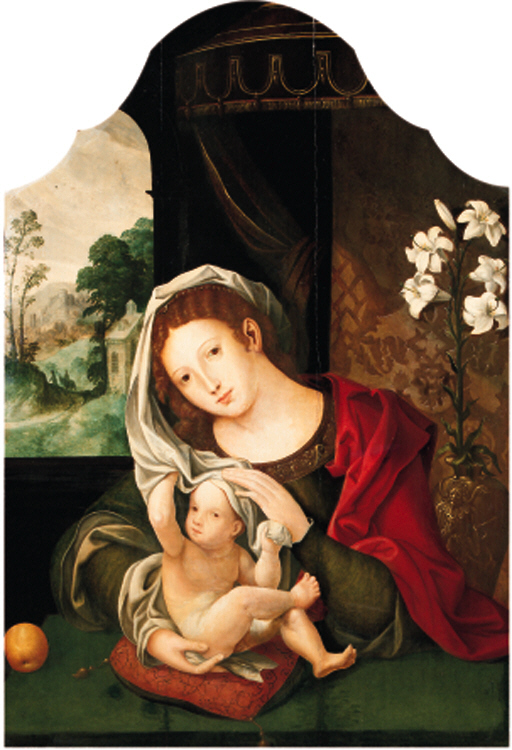
前景にオレンジ、背景にエジプトへの逃避のある複製
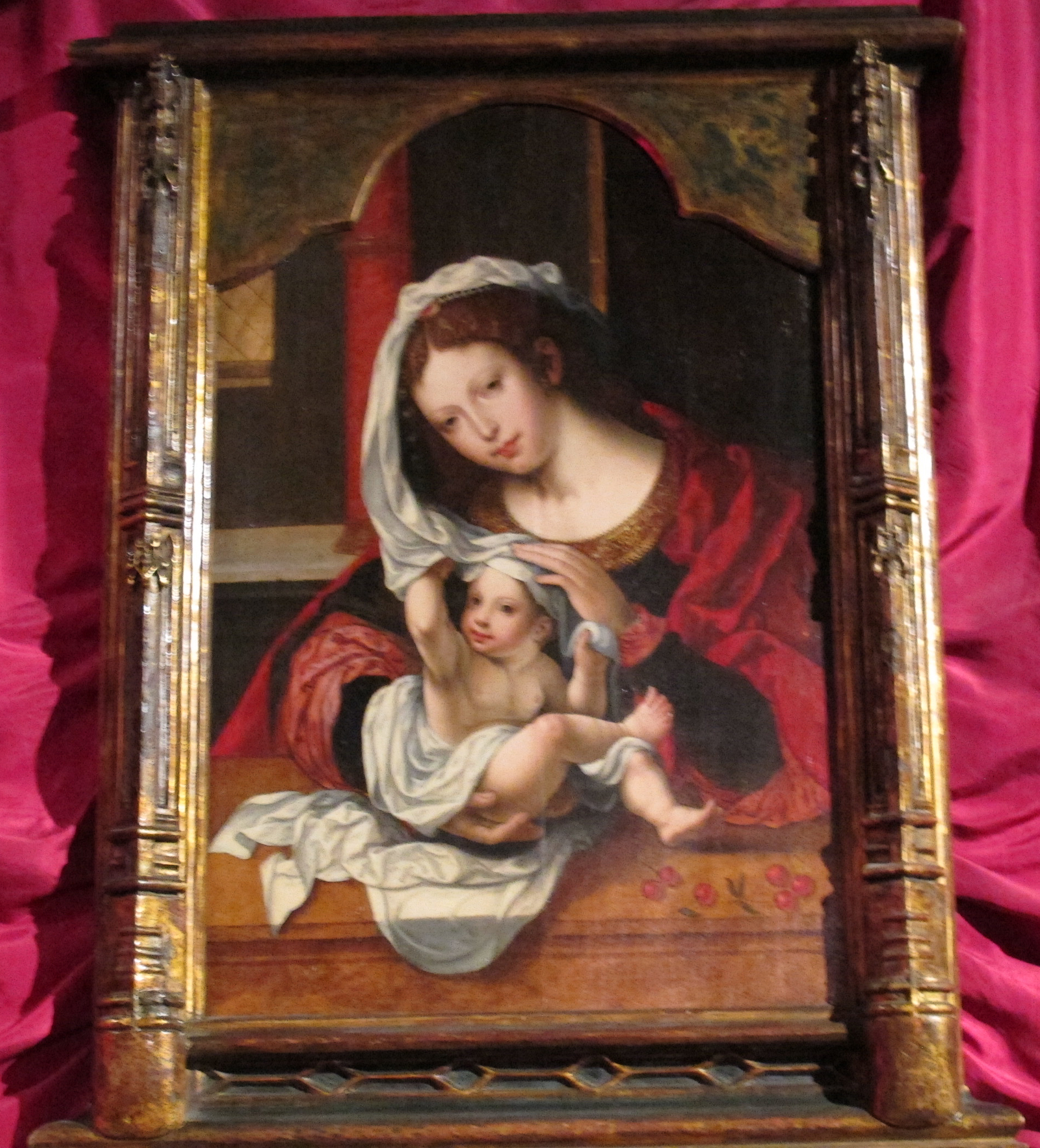
パラッツォ・マンシ国立美術館 (Museo Nazionale di Palazzo Mansi、ルッカ) にある複製

## ほかの複製

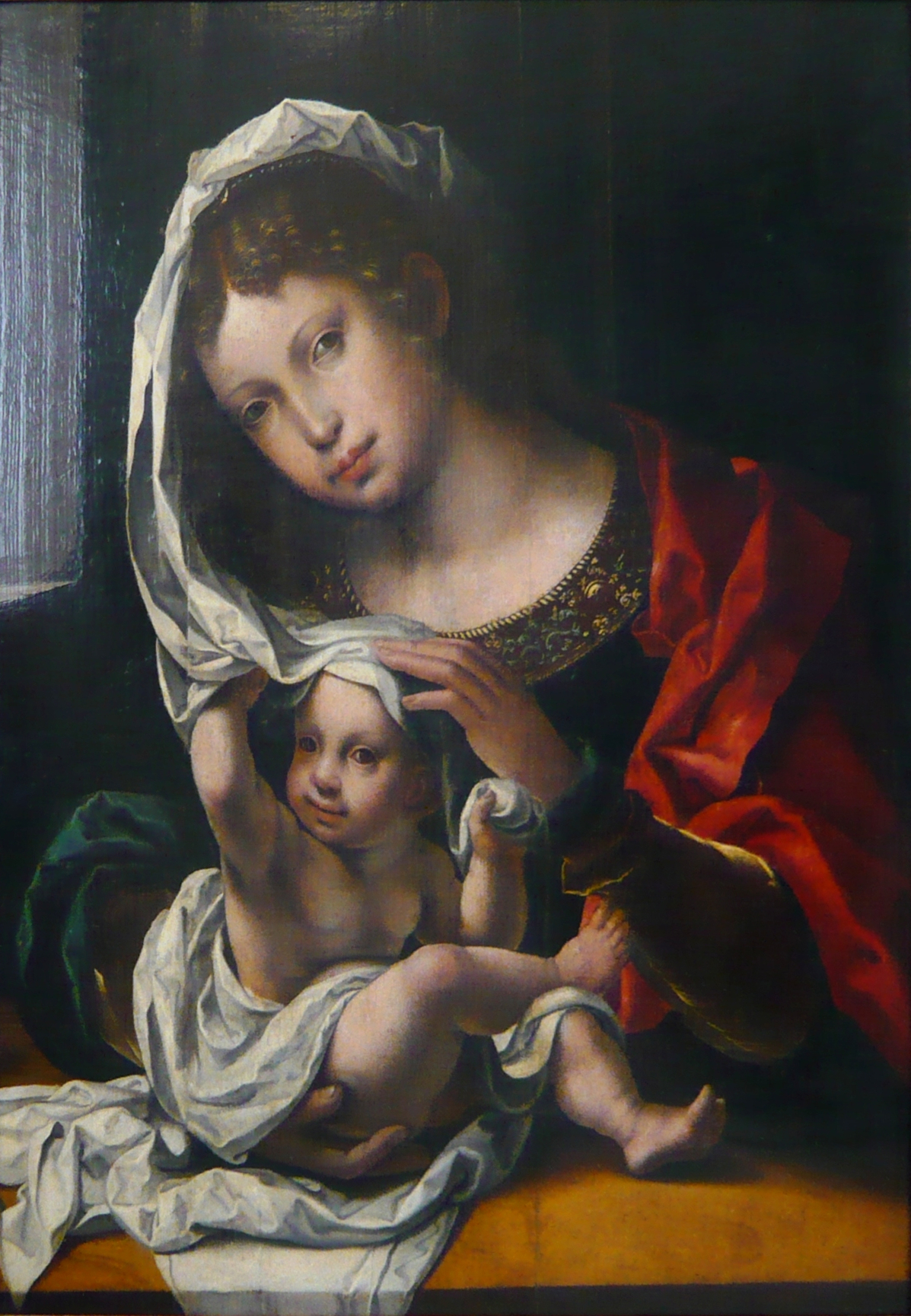
ゲオルギウム宮殿 (Georgium Palace) のアンハルティッシェ絵画館（英語版） (デッサウ) にある複製